# 델타프로테오박테리아
델타프로테오박테리아(Deltaproteobacteria)는 프로테오박테리아문에 속하는 세균 강의 하나이다. 다른 모든 프로테오박테리아처럼 그람-음성균이다.

## 하위 목
- Bradymonadales
- Deferrisomatales
- Desulfarculales
- Desulfobacterales
- Desulfovibrionales
- Desulfurellales
- Desulfuromonadales
- Dissulfuribacterales
- 점액세균목 (Myxococcales)
- Syntrophobacterales
- Syntrophorhabdales

## 같이 보기
- 세균분류학